# Backhefe
Backhefe, auch Bierhefe, Bäckerhefe, nicht-fachsprachlich kurz Hefe (bundesdeutsches und Schweizer Hochdeutsch) oder Germ (österreichisches Hochdeutsch), mundartlich auch „Gest“ (norddeutsch; vgl. englisch yeast) oder „Bärme“ (v. a. Plattdeutsch; von niederdeutsch berme ‚Quellendes, Aufwallendes‘), lat.-wiss. Saccharomyces cerevisiae, gehört zu den Hefen (einzellige Schlauchpilze) und ist eine Knospungs-Hefe (englisch budding yeast).
Die Vereinigung für Allgemeine und Angewandte Mikrobiologie (VAAM) hat die Backhefe zur Mikrobe des Jahres 2022 gekürt.

## Ursprung
Backhefe hat, wie sich aus der lateinischen Artbezeichnung cerevisiae ‚des Bieres‘ ersehen lässt, ihren Ursprung in obergärigen Bierhefen. Der griechisch-lateinische Gattungsname Saccharomyces bedeutet ‚Zuckerpilz‘.

## Beschreibung
Die Zellen von Saccharomyces cerevisiae sind rund bis oval, haben einen Durchmesser von fünf bis zehn Mikrometern und vermehren sich durch den Prozess der Knospung. Saccharomyces cerevisiae ist dimorph und kann auch in der mehrzelligen Hyphenform vorliegen und Ascosporen bilden.

## Vorgeschichte und Geschichte
Wein, Bier und Brot sind Produkte, die auch im Neolithikum des Fruchtbaren Halbmondes durch Hefegärung ermöglicht wurden, aber frühe Nachweise fehlen weitgehend. Ein Beginn der Hefeverwendung wird vor 13.000 bis 9.800 Jahren vermutet. Etwa seit dem 3. vorchristlichen Jahrtausend wurde Bier in Griechenland unter Einsatz von Hefe hergestellt. Belege für eine Verwendung von Backhefe für Brotprodukte bestehen für die Zeit ab 1500 bis 1300 v. Chr. in Ägypten und ab 500 bis 300 v. Chr. in China. Plinius der Ältere beschrieb die Herstellung beziehungsweise Züchtung von Hefe (altgriechisch ζύμη, lateinisch fermentum) in seiner Naturalis historia. Hefegärungspilze wurden erst 1837 entdeckt.
Ein Hefner, im mittelalterlichen Brauwesen ein eigenständiger Beruf, pflegte und vermehrte die Hefe über Braupausen hinweg. Die Bäcker erhielten obergärige Hefen von Bierbrauereien. Die Hefen ermöglichen die Herstellung von süß-fermentierten Broten wie der Kaisersemmel. Mit Hefe als Backtriebmittel kann Brot von feinerem Geschmack hergestellt werden als mit Sauerteig, bei dem neben Hefen unter anderem auch Milchsäurebakterien an der Gärung beteiligt sind. Mitte des 19. Jahrhunderts stiegen immer mehr Bierbrauer von obergärigen auf untergärige Hefen um. Diese eignen sich jedoch nicht in derselben Weise zur Brotbereitung, da die sich absetzenden Hopfenharze und Bitterstoffe in der Hefe zu einem unangenehm bitteren Geschmack im Backwerk führen. Um diesen Missstand zu beseitigen, lobte die Wiener Bäckerinnung daher 1845 einen Preis aus, ein Verfahren zu entwickeln, um Bäcker wieder verlässlich mit hochqualitativer Hefe zu versorgen. 1846 stellte Adolf Ignaz Mautner sein gemeinsam mit seinem Schwiegersohn Johann Peter von Reininghaus entwickeltes „Wiener Abschöpfverfahren“ zur industriellen Produktion von Presshefe vor, welches in den folgenden Jahren noch verbessert wurde und schließlich 1850 mit dem Preis der Wiener Bäckerinnung ausgezeichnet wurde.

## Wissenschaft

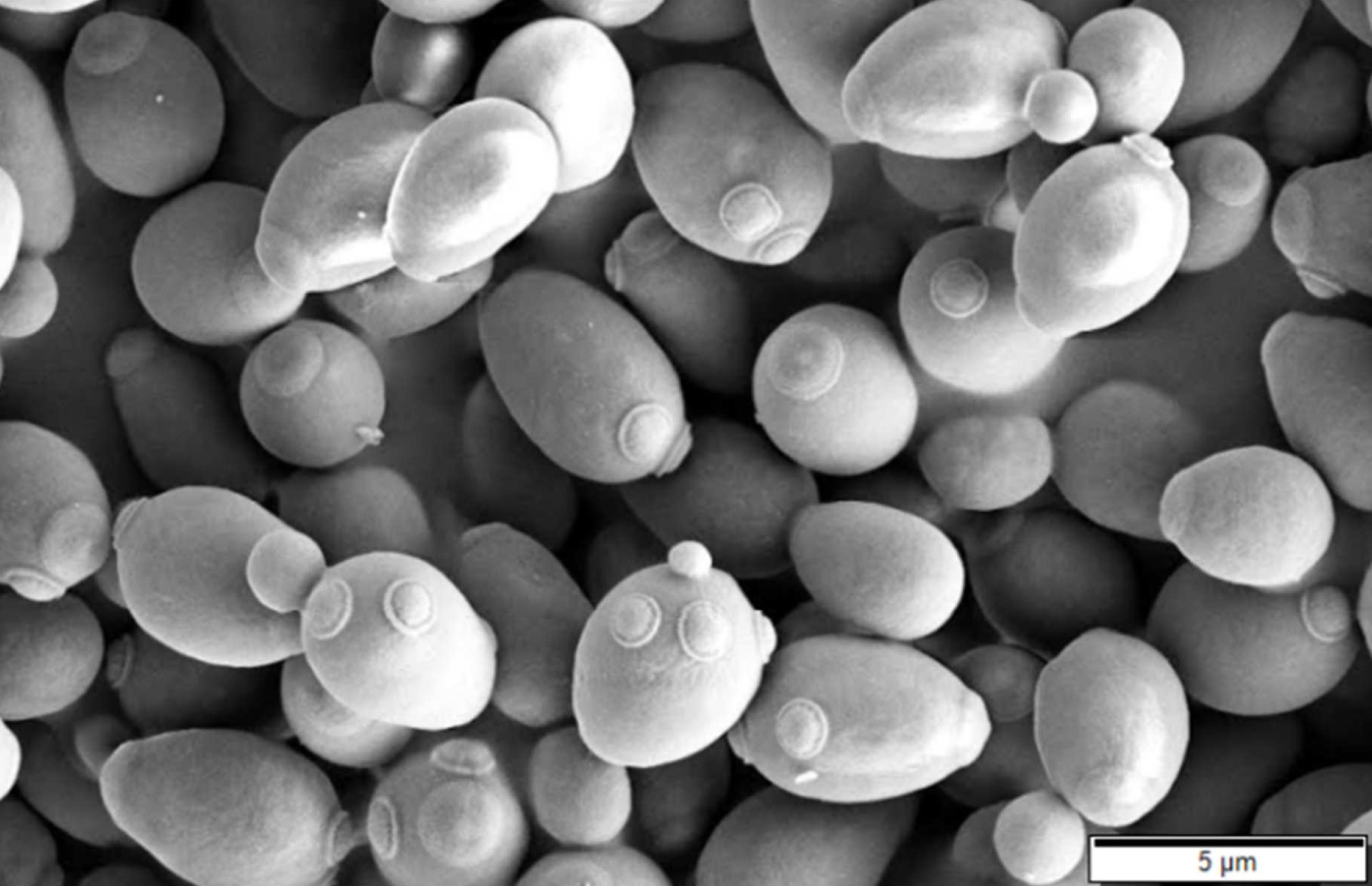
Hefezellen mit Sprossungsnarben

Der Eukaryot Saccharomyces cerevisiae ist wie der Prokaryot Escherichia coli ein Modellorganismus in der molekularbiologischen und zellbiologischen Forschung. Aufgrund der einfachen Kulturbedingungen und der Verwandtschaft der internen Zellstruktur zu anderen eukaryoten Zellen in der Pflanzen- und Tierwelt wird er zum Beispiel zur Untersuchung des Zellzyklus oder des Proteinabbaus verwendet.
Backhefe war der erste eukaryotische Organismus, dessen Nukleinsäure-Basensequenz im Genom vollständig publiziert wurde. Das Genom besteht aus 13 Millionen Basenpaaren (bp), das entspricht 6.275 Genen in 16 Chromosomen. Zu mehr als 23 % der Gene des Hefegenoms fanden sich homologe Gene im humanen Genom. Inzwischen gibt es drei große Datenbanken über das Hefegenom.
Eine weitere wissenschaftliche Pioniertat war die vollständige Synthetisierung eines der 16 Chromosomen der Backhefe, die im März 2014 bekanntgegeben wurde. Das Chromosom III, eines der kürzesten, wurde in siebenjähriger Arbeit im Rahmen eines internationalen Projektes unter der Leitung des Genetikers Jef Boeke im Labor nachgebildet und stellte seine Funktionsfähigkeit in lebenden Hefezellen unter Beweis. Es ist mit 273.871 bp erheblich kürzer als seine natürliche Entsprechung mit 316.667 bp, da die Wissenschaftler Wiederholungen und andere Sequenzen, die sie als unnötig einschätzten, wegließen. Die Arbeit ist der erste Schritt eines Vorhabens zur Synthetisierung des gesamten Hefegenoms unter dem Namen „Sc2.0“ (die „zweite Version“ von S. cerevisiae).
Im März 2017 waren bereits sechs Chromosomen nachgebaut.
Ein nützliches Verfahren, bei dem Backhefe nicht als Modellorganismus fungiert, sondern als Werkzeug zur Erforschung von Wechselwirkungen von Proteinen, ist das Hefe-Zwei-Hybrid-System.
Weitere Beispiele für Forschungen an diesem Modellorganismus sind:
- Wie man die Anziehungskraft von Hefe verbessert, auf wissenschaft.de vom 28. Februar 2012. — Magnetische Backhefe vermöge Gentechnik
- Daniela Albat: Hefe als Cannabinoid-Produzent: Genmanipulierte Pilze produzieren Cannabis-Wirkstoffe wie THC und CBD, auf scinexx vom 28. Februar 2019
- Bier (fast) ohne Hopfen: Genmanipulierte Bierhefe erzeugt hopfiges Aroma ohne zusätzlichen Hopfenzusatz, auf scinexx vom 21. März 2018; Quelle: University of California – Berkeley, NPO. — S. cerevisiae
- Bäckerhefe strahlt bei Sprengstoff grün, auf welt.de vom 8. Mai 2007; Bäckerhefe gibt bei Sprengstoff „grünen“ Alarm, in: Welt Kompakt vom 8. Mai 2007, S. 11. — Gentechnisch veränderte S. cerevisiae.

## Stoffwechsel
Backhefe gilt als fakultativ anaerob. Das bedeutet, sie kann Energie sowohl aerob (mit Sauerstoff) in Form der Zellatmung als auch durch alkoholische Gärung gewinnen. Backhefe verwendet für ihren Energiestoffwechsel als Ausgangsstoffe fast ausschließlich Mono- oder Disaccharide (Zucker). Langkettige Kohlenhydrate (Stärke) können dagegen nicht verwertet werden, der Hefe fehlen die notwendigen Amylasen. Ausscheidungsprodukte sind im Wesentlichen Kohlenstoffdioxid aus der Atmung und Ethanol (Alkohol) aus der Gärung. Das Mengenverhältnis der Produkte ist davon abhängig, ob die Umgebung, in der die Hefe wächst, Sauerstoff enthält oder nicht, sowie von der Zuckerkonzentration im Medium. Bei der Produktion von Alkohol und der Verwendung als Triebmittel beim Backen ist der anaerobe Stoffwechsel entscheidend.
Die Bezeichnung der Backhefe als fakultativ anaerob ist nicht ganz korrekt, da für die Biosynthese von Ergosterin geringe Mengen an elementarem Sauerstoff benötigt werden.
Beim Vorhandensein größerer Mengen an gut verwertbaren organischen Stoffen (vor allem Zucker) werden diese auch trotz aerober Kultivierung vergoren. Dieses Phänomen wird als Crabtree-Effekt bezeichnet. Der Crabtree-Effekt mindert die Ausbeute (Biomasse pro eingesetztem Zucker) und ist deshalb in der Regel bei der Hefeproduktion unerwünscht. Durch entsprechende Substratzuführung kann dieser minimiert werden (siehe Fed-Batch-Prozess).
Wenn der Backhefe kein Zucker mehr zur Verfügung steht, wird unter oxischen Bedingungen als Energiequelle die Oxidation des vorher selbst produzierten Ethanols mit Sauerstoff benutzt. Auf diese Weise kann sich die Hefe weiter vermehren, solange keine Hemmung durch zu große Ethanolkonzentrationen oder eine Begrenzung durch den Mangel an anderen Nährstoffen (Phosphate, Aminosäuren) vorliegt.
Die beste Temperatur für die Gärung (den „Trieb“) der Hefe liegt bei etwa 32 °C. Zur Vermehrung der Hefe sind ungefähr 28 °C optimal. Bei guter Nährstoff- und Sauerstoffversorgung (aerob) verdoppelt sich die Hefemasse in einer Bierhefekultur in etwa zwei Stunden, der Zuwachs ist also bedeutend langsamer als bei vielen Bakterienarten. Bei anaerober Gärung läuft die Vermehrung erheblich langsamer ab. Bei Temperaturen über 45 °C beginnt Backhefe abzusterben.
Backhefe ist druckempfindlich. Wenn der Druck im Gärbehälter über 8 bar ansteigt, stellt Hefe ihre Gärtätigkeit ein. Dieser Effekt wird auch zur Steuerung des Gärprozesses genutzt.
Der Stoffwechsel der Backhefe ist in hohem Maße von Licht abhängig. Frühere Forschungen begründeten dies mit der Schädigung der Cytochrome der Atmungskette durch das Licht. Aktuelle Forschung weist nach, dass durch die Absorption von vor allem blauen Licht (Soret-Bande) die Tagesrhythmen der Backhefe moduliert werden, und sieht darin eine evolutionäre Anpassung zum Schutz vor Lichtschädigung und vor Sauerstoffradikalen.

## Verwendung

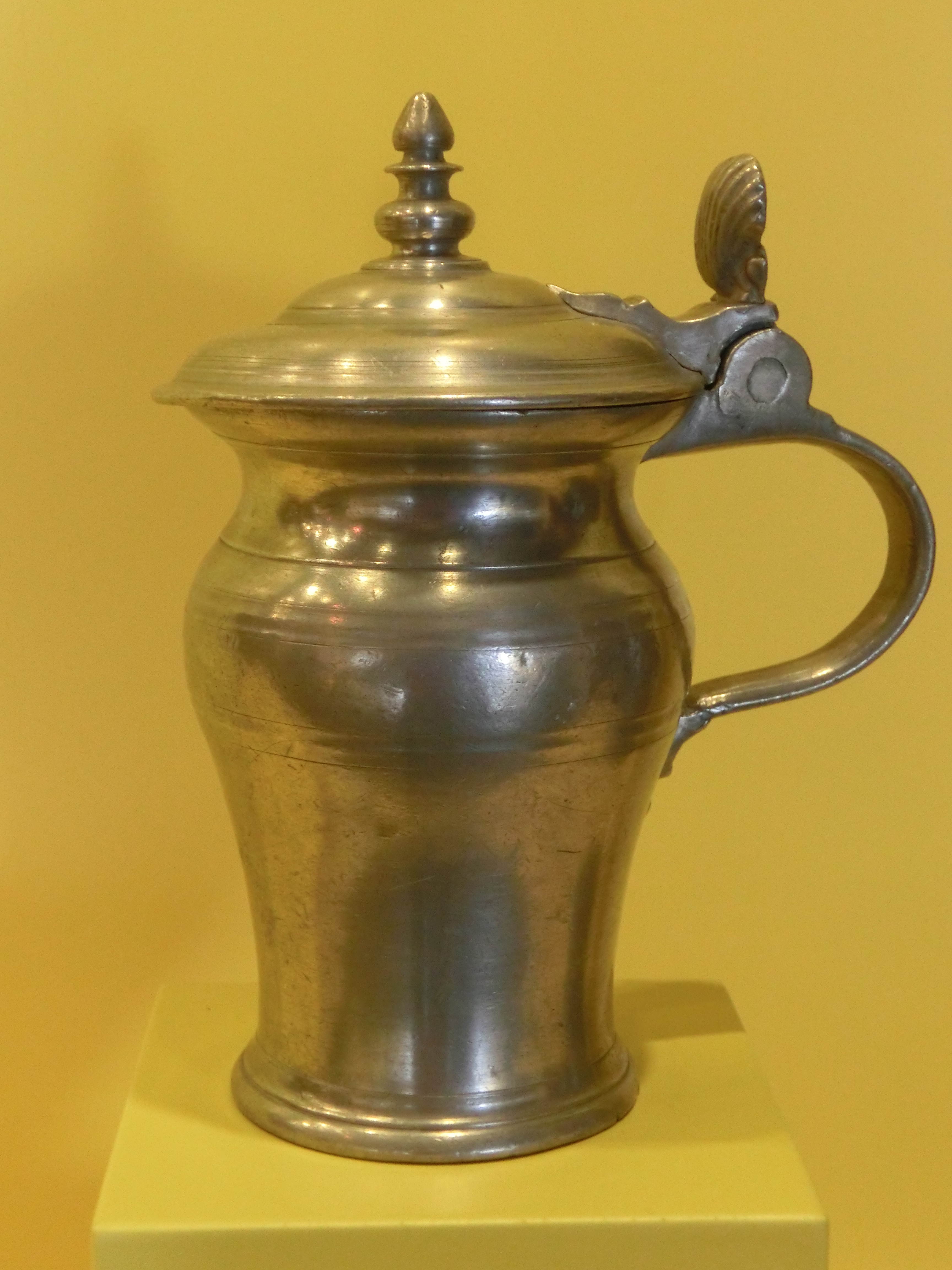
Hefekännchen (Stephan Schelling, um 1750, Museum der Brotkultur, Ulm); vor Einführung der Industriehefe verwendete man die Bierhefe in flüssiger Form.

Hefen der Gattung Saccharomyces werden in vielerlei Bereichen eingesetzt. Neben ihrer Verwendung beim Backen sind diese Hefen auch an der Gärung von Bier, Cider, Wein und Essig beteiligt. Ebenso dienen sie heutzutage bei der Herstellung von Ethanol-Kraftstoff und Cellulose-Ethanol. Außerdem wird Backhefe zur Biosorption von Schwermetallen wie Zink, Kupfer, Cadmium und Uran aus Abwässern verwendet. Die Schwermetalle lagern sich im Inneren und Äußeren der Zellen als Kristalle an und können chemisch von den Hefen abgesondert werden.
In der Medizin wird Saccharomyces cerevisiae ähnlich wie die verwandte Spezies Saccharomyces boulardii als probiotischer Arzneistoff zur Behandlung von Durchfallerkrankungen, zur Kräftigung des Allgemeinbefindens und gegen Haarausfall eingesetzt.

## Herstellung
Grundlage für die industrielle Backhefe-Produktion sind zwei Dinge:

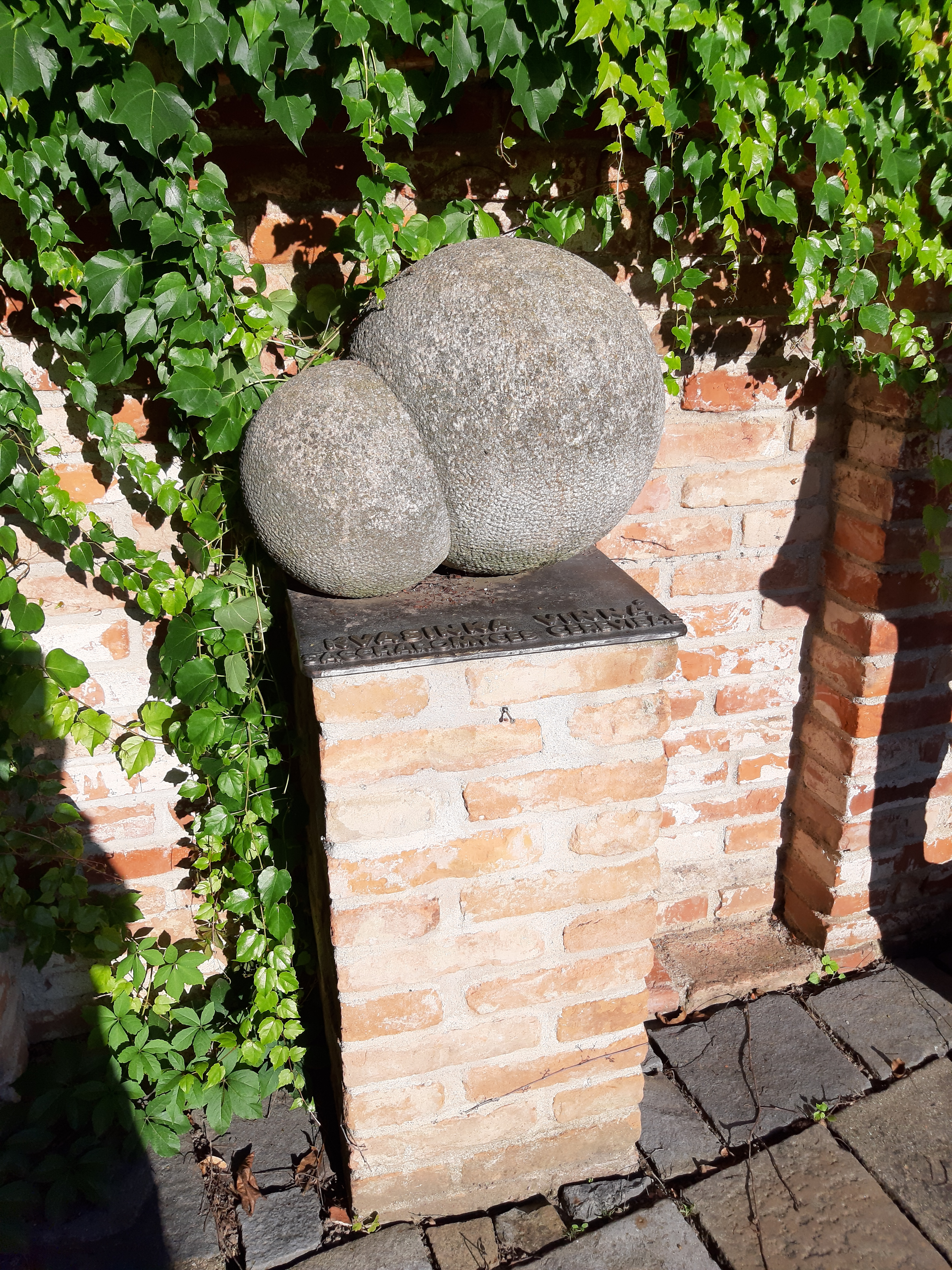
Skulptur von Saccharomyces cerevisiae (Hustopeče in Tschechien)

1. Ein Hefestamm (Reinzuchthefe), der seit Jahrhunderten durch Auslese und Züchtung aus Sauerteighefen bzw. aus der Bierhefe von obergärigen Bieren gewonnen wurde. Backhefen zeichnen sich durch hohe Triebkraft und ein geringes Maß an Gluten-zerstörenden Enzymen aus. Durch die Weiterzüchtung ist die Bäckerhefe triebstärker als die wilden Hefen im Sauerteig, verträgt aber im Gegensatz zur Sauerteighefe viele andere Stoffe nicht: Säuren, Salze, Fette und anderes mehr.
2. Ein Kulturmedium mit Melasse dient als Hauptbestandteil zur Vermehrung der Hefe.

Während der Hefestamm das Betriebsgeheimnis der jeweiligen Hefeproduzenten ist, ist der technische Ablauf der Hefevermehrung allgemein bekannt.
Um Massen von Mikroorganismen in Reinkultur herzustellen, werden sie in der Biotechnik in der Regel in mehrstufigen Kulturverfahren produziert. Ein einstufiges Verfahren, bei der ein großes Volumen eines Kulturmediums mit einer kleinen Menge der Organismen beimpft wird, ist aus mehreren Gründen sehr nachteilig. Würde so vorgegangen, würde eine großvolumige Anlage relativ lange Zeit für die Vermehrung benötigen. Das hätte folgende Nachteile:
1. Technisch: Je größer eine Anlage ist, desto schwieriger ist es, das Eindringen von fremden, unerwünschten Mikroorganismen zu verhindern. Die Phase der Vermehrung in einer großen Anlage muss deshalb so kurz wie möglich gehalten werden. Dadurch mindert sich der Ertrag. Alternativ kann die Fermentation unter Zusatz von antibakteriell wirksamen Hilfsstoffen länger geführt werden.
2. Ökonomisch: Eine teure, große Anlage würde lange Zeit für die Vermehrung einer kleinen Menge von Mikroorganismen beanspruchen, für deren Produktion auch kleinere, billigere Anlagen ausreichen.
3. Biologisch: Kulturmedien sind nach ihrer Zubereitung meistens nicht optimal für die Vermehrung von Mikroorganismen (unter anderem zu hohes Redoxpotential, zu geringe Kohlenstoffdioxid-Konzentration, zu geringe Konzentration spezifischer Wachstumsstimulatoren). Die Organismen müssen erst durch ihren Stoffwechsel ein günstigeres Milieu schaffen. Das dauert bei einer kleinen Menge von Mikroorganismen in einem großen Kulturmediumvolumen sehr lange, und das Wachstum würde zu Beginn stark verzögert.

Auch bei der Backhefe-Produktion wird deshalb die Vermehrung in mehreren Stufen geführt, zum Beispiel von einer Reagenzglaskultur über flüssige Kulturmedien mit 50 ml, 1 l, 10 l, 40 l, 400 l, 4 m³, 10 m³ und 200 m³. Die Abstufungen können auch anders sein.
Als Kulturmedium wird eine wässrige Lösung von acht bis zehn Prozent verwendet. Melasse enthält etwa 50 % Zucker. Die Lösung wird mittels Säuren auf einen pH-Wert von etwa 4,5 gebracht, gekocht (damit fremde Mikroorganismen abgetötet werden) und gefiltert. Dann werden Nährsalze (hauptsächlich Ammoniumsalze und Phosphate) sowie Vitamine der B-Gruppe zugesetzt, da diese für das Hefewachstum benötigt werden und in der Melasse nicht in ausreichenden Mengen vorhanden sind. Die Kulturen werden aerob, das bedeutet unter Belüftung, geführt, um eine möglichst hohe Biomasse-Ausbeute zu erhalten.
Die ersten vier Stufen bis etwa 40 l werden im Laboratorium geführt, wobei die Kultureinrichtungen sterilisiert werden, die Hefe also in Reinkultur vermehrt wird. Dies dauert etwa acht Tage. Die nächsten zwei bis drei Stufen bis etwa 10 m³ werden im Betrieb in einer stationären technischen Anlage geführt, der sogenannten Reinzuchtanlage, die ebenfalls sterilisiert wird (Heißdampf 120 °C unter 1 bar Überdruck), Dauer etwa zwei Tage. Für die letzten zwei Stufen werden wegen ihrer Größe (200 m³) nicht sterilisierte Anlagen verwendet, jedoch werden Fremdmikroorganismen weitgehend ausgeschlossen. Diese Kulturen dauern jeweils nur kurze Zeit (je 10 bis 20 Stunden) und werden mit einer hohen Hefekonzentration gestartet, so dass etwaige Fremdorganismen praktisch nicht zur Entwicklung kommen. Im angeführten Beispiel wird in der 200-m³-Stufe zunächst etwa 18 t „Stellhefe“ erhalten. Manchmal wird Stellhefe auch in zwei Stufen erzeugt. Aus der Stellhefe wird in einer letzten Phase, ebenfalls in einer 200-m³-Anlage, in etwa zehn Stunden die Versandhefe produziert, zum Beispiel in vier Parallelkulturen mit je 200 m³ Medium etwa 65–70 t.
In etwa elf Tagen wird so aus etwa 8 mg Ausgangsmasse mit etwa 33 Verdoppelungen die fast zehnmilliardenfache Hefemasse hergestellt.
Die Hefe wird mittels Separatoren konzentriert (ergibt sogenannte „Hefemilch“ oder „Hefesahne“) und je nach gewünschtem Ergebnis weiterverarbeitet:
PresshefeÜber Filterpressen oder Vakuumrotationsfilter wird die Hefemilch auf einen Trockenstoffanteil von etwa 30 % konzentriert. Anschließend wird die Masse durch eine Strangpresse ausgeformt und abgepackt. Ein Gramm Presshefe enthält etwa 1010 (10 Milliarden) Hefezellen.
Aktive TrockenhefeIm Extruder wird Presshefe zu kleinen Zylindern geformt, die dann im Wirbelschichtverfahren getrocknet werden.
TrockenhefeDie restliche Hefemilch wird im Walzentrockner oder in einer Sprühgefriertrocknungsanlage getrocknet, wobei die enzymatische Aktivität völlig verlorengeht, so dass diese Hefe hauptsächlich als Futtermittelzusatz oder für diätetische und kulinarische Zwecke (sogenannte Nährhefe) verwendet wird.
FlüssighefeDie Hefemilch wird in flüssiger Form auf die vom Kunden gewünschte Triebkraft eingestellt.
Insgesamt fallen bei der Herstellung auf Melassebasis größere Mengen organischer und chemischer Stoffe sowie Mikroorganismen-haltiges Hefewasser an, die nach wie vor ein Entsorgungsproblem darstellen.

## Dosierung der Backhefe

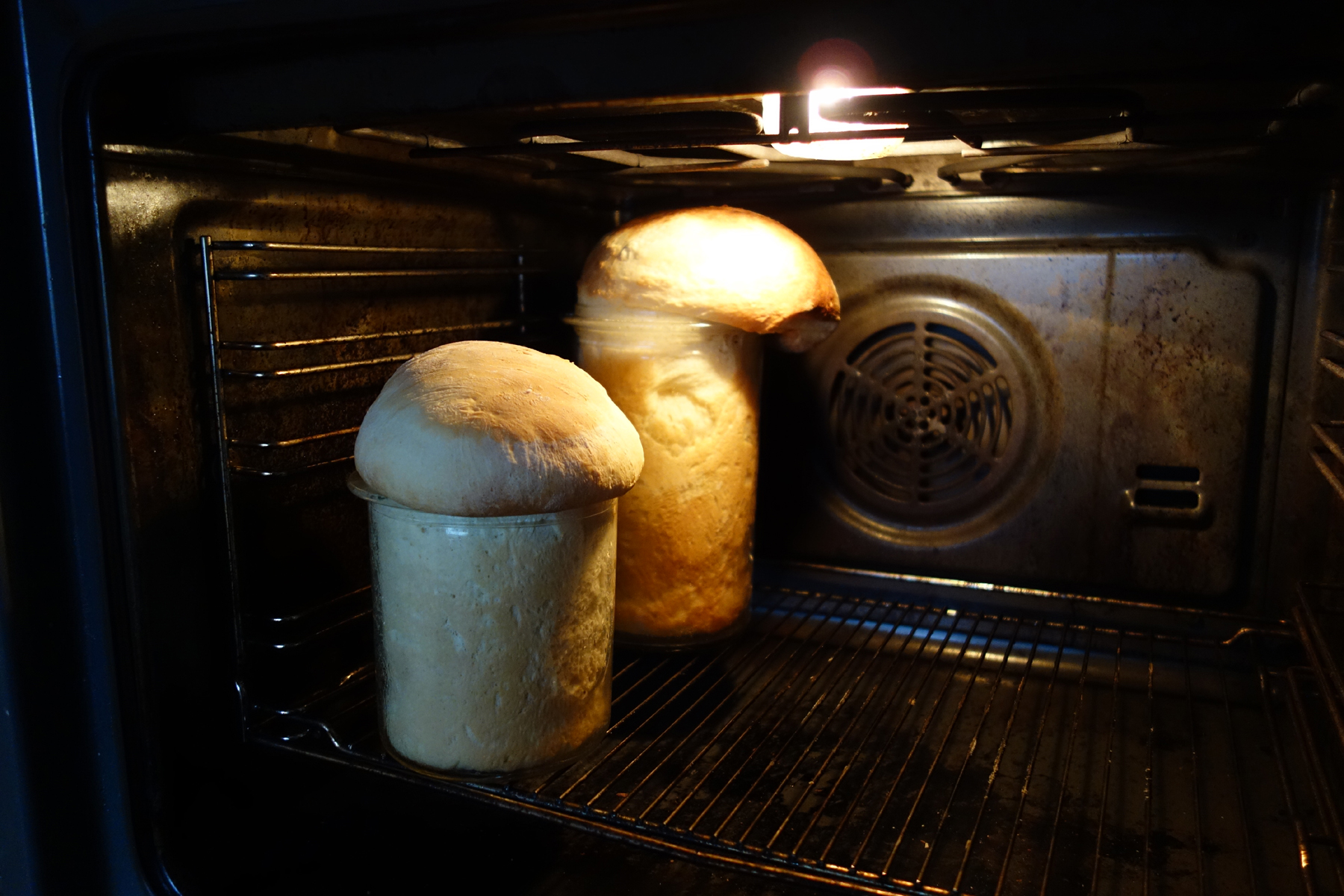
Das gebildete Kohlendioxid hat die Teige aufgehen lassen

Bei einer kurzen Teigführung sind handelsübliche Darreichungsformen (42 g Frisch- bzw. 7 g Trockenhefe) auf 1 kg Weizenmehl abgestimmt. Hierbei dient die Hefe fast ausschließlich als Triebmittel und verstoffwechselt hauptsächliche die Kohlehydrate im Trägermedium. Mit zunehmender Alterung (und Überschreiten des MHDs) kann die Treibleistung nachlassen.
Bei längerer Teigführungen oder der Nutzung von Vorteigen liegt der Anteil der verwendeten Hefe deutlich niedriger. Hierbei dient als Nährbasis entweder Backmalz, dem Teig zugesetzter Zucker oder die per Autolyse aufgeschlossenen Kohlehydrate sowie im Mehl enthaltene FODMAPs. Nachdem sich Hefen unter den richtigen Bedingungen per Sprossung rasch vermehren, ist die Triebleistung bei längerer Teigführung kaum von Bedeutung.
Beispielsweise wird bei einer traditionell hergestellten neapolitanischen Pizza bei einer Teigführung von etwa 6 bis 8 Stunden bei Raumtemperaturen nur rund 1,7 g Frischhefe pro kg Weizenmehl verwendet.
Bei einer Teigführung in einem kühlen Keller oder Kühlschrank dann die Fermentationsdauer bei einer sehr geringen Hefemenge auch auf mehrere Tage ausgeweitet werden.
Die Dosierung der Hefe sowie die Länge der Teigführung haben einen direkten Einfluss auf die Bekömmlichkeit des Endprodukts, die im direkten Zusammenhang mit der Verstoffwechselung der FODMAPs durch die Hefe steht.

## Handelsformen der Backhefe und ihre Haltbarkeit

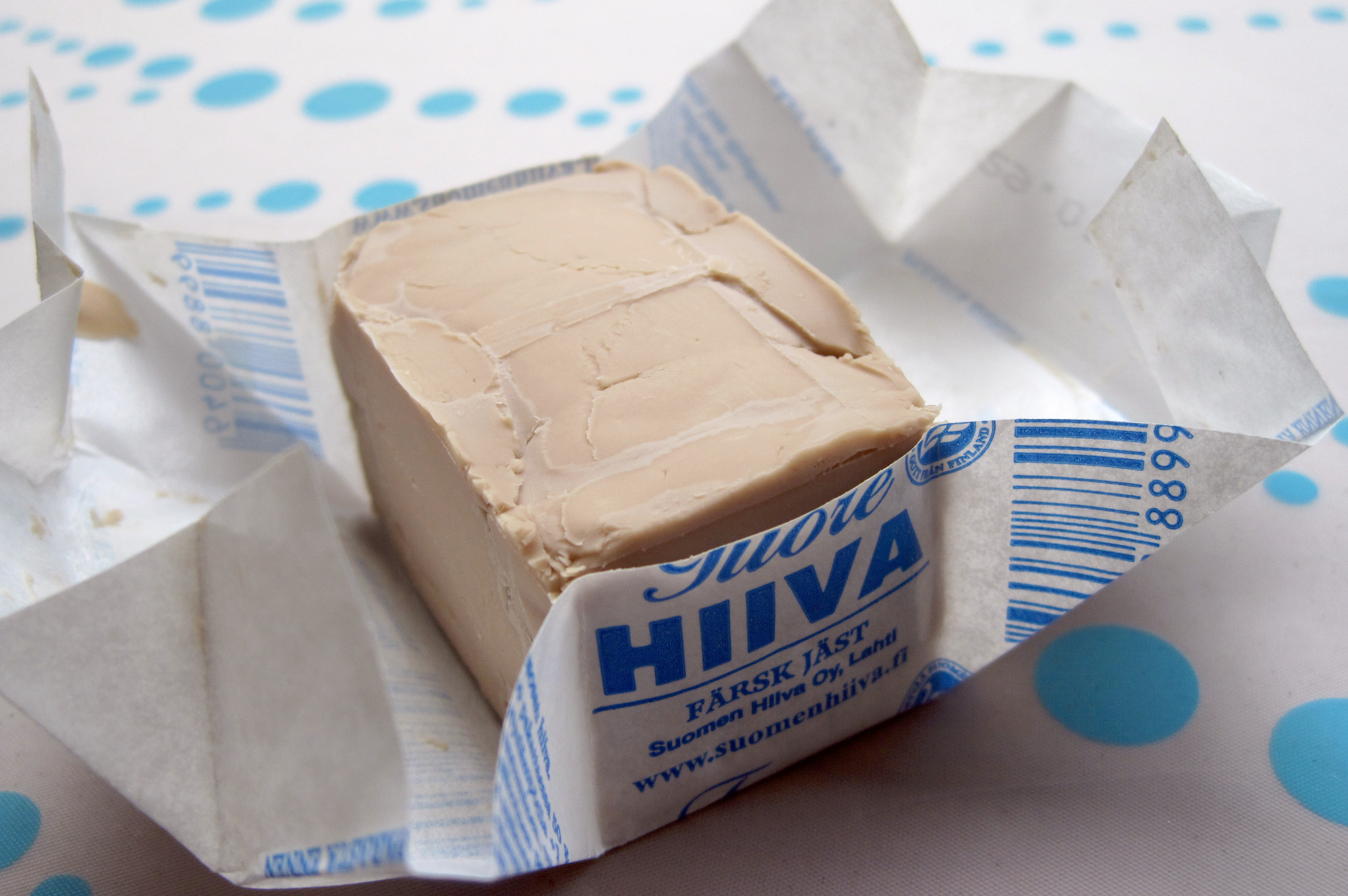
Übliche Verkaufsform der Presshefe

Hefe wird als gepresste Frischhefe (Blockhefe), als Trockenhefe (Haltbarkeit etwa 1 Jahr) oder Flüssighefe angeboten. Zur Herstellung der Trockenhefe wird der von der Maische gereinigten Hefe sukzessive ein Großteil des Wassers entzogen. Meist wird der Emulgator Citrem (Ester der Citronensäure mit Monoglyceriden) zugegeben. Dieser soll eine zu starke Austrocknung der Hefezellen verhindern, damit die Zellen nur inaktiv werden, aber nicht absterben. So inaktivierte Hefe kann lange bei Raumtemperatur gelagert werden. Dennoch sollte man das auf die Packung gedruckte Haltbarkeitsdatum berücksichtigen, da die Fähigkeit der Hefezellen zur Reaktivierung im Laufe der Zeit verlorengeht. Ein typisches 7-g-Päckchen Trockenhefe, wie es im Einzelhandel angeboten wird, besitzt etwa dieselbe Gärkraft wie ein halber 42-g-Würfel Frischhefe. Dessen „krumme“ Verpackungsgröße wiederum ergibt sich daraus, dass er näherungsweise einem Zwölftel Pfund entspricht und für ein Kilogramm Brotteig ausreicht.
Gewöhnliche Frischhefe behält bei einer Lagertemperatur von 2 bis 8 °C für zehn bis zwölf Tage die volle Triebkraft. Ein permanenter Abbau von Kohlenhydratreserven und Proteinen erhält die Lebensfunktionen der Hefe. Je mehr alte oder abgestorbene Zellen in einem Stück Hefe enthalten sind, desto schlechter wird die Triebkraft. Gleichzeitig treten Stoffe wie Glutathion aus der Zelle aus. Das führt zu einer Erweichung des Klebers (Gluten-Getreideprotein) im Teig. Alte Frischhefe ist auch bei höherer Dosierung somit praktisch unbrauchbar.
Frische Backhefe erkennt man an einer hellen, meist gelblichen Farbe. Sie hat einen angenehmen Geruch, einen süßlichen, intensiven Geschmack und einen festen muschelartigen Bruch. Alte Hefe ist braungrau, rissig, bröckelig, hat einen zunehmend bitteren Geschmack und unangenehmen Geruch.
Die Haltbarkeit frischer Backhefe kann durch Einfrieren verlängert werden. Bei entsprechend geringer Portionierung, z. B. einem halben Würfel (ca. 21 g, normalerweise hinreichend für 500 g Mehl), ist eine direkte Verarbeitung aus der Tiefkühlung möglich.
Eine Alternative zur Verwendung der Backhefe ist Backferment.

## Besondere Backhefe-Sorten
Für besondere Aufgaben werden Spezialzüchtungen verwendet, wie beispielsweise osmotolerante Hefen, die – bei sehr süßen Teigen – unempfindlicher gegen osmotischen Druck sind. Ökohefen (Sauerteighefen), welche auf einem Getreidenährboden gezüchtet werden, sind speziell geeignet für Menschen mit einer Hefeallergie.

## Nährwerte

### Presshefe
Je 100 Gramm:
- Brennwert 439 kJ (105 kcal), Wasser 73 g, Eiweiß 16,7 g, Fett 1,18 g, Kohlenhydrate 6,72 g davon: Ballaststoffe 0,3 g
- Mineralien: Kalium 649 mg, Phosphor 605 mg, Calcium 28 mg, Natrium 34 mg, Eisen 4,9 mg,
- Vitamine: Niacin (B3) 17,4 mg, Pantothensäure (B5) 3,46 mg, Thiamin (B1) 1,43 mg, Riboflavin (B2) 2,31 mg, Folsäure (B9) 1,02 mg, Biotin 0,033 mg

### Aktive Trockenhefe
Je 100 Gramm:
- Brennwert 1361 kJ (325 kcal), Wasser 5,1 g, Eiweiß 40,4 g, Fett 7,61 g, Kohlenhydrate 41,2 g davon: Ballaststoffe 26,9 g
- Mineralien: Kalium 955 mg, Phosphor 637 mg, Magnesium 54 mg, Calcium 30 mg, Natrium 51 mg, Zink 7,94 mg, Eisen 2,17 mg, Mangan 0,31 mg, Kupfer 436 µg, Selen 7,9 µg
- Vitamine: Niacin (B3) 40,2 mg, Pantothensäure (B5) 13,5 mg, Thiamin (B1) 10,99 mg, Pyridoxin (B6) 1,5 mg, Riboflavin (B2) 4 mg, Folsäure (B9) 2,34 mg

### Nährhefe (getrocknete Bierhefe, Trockenhefe)

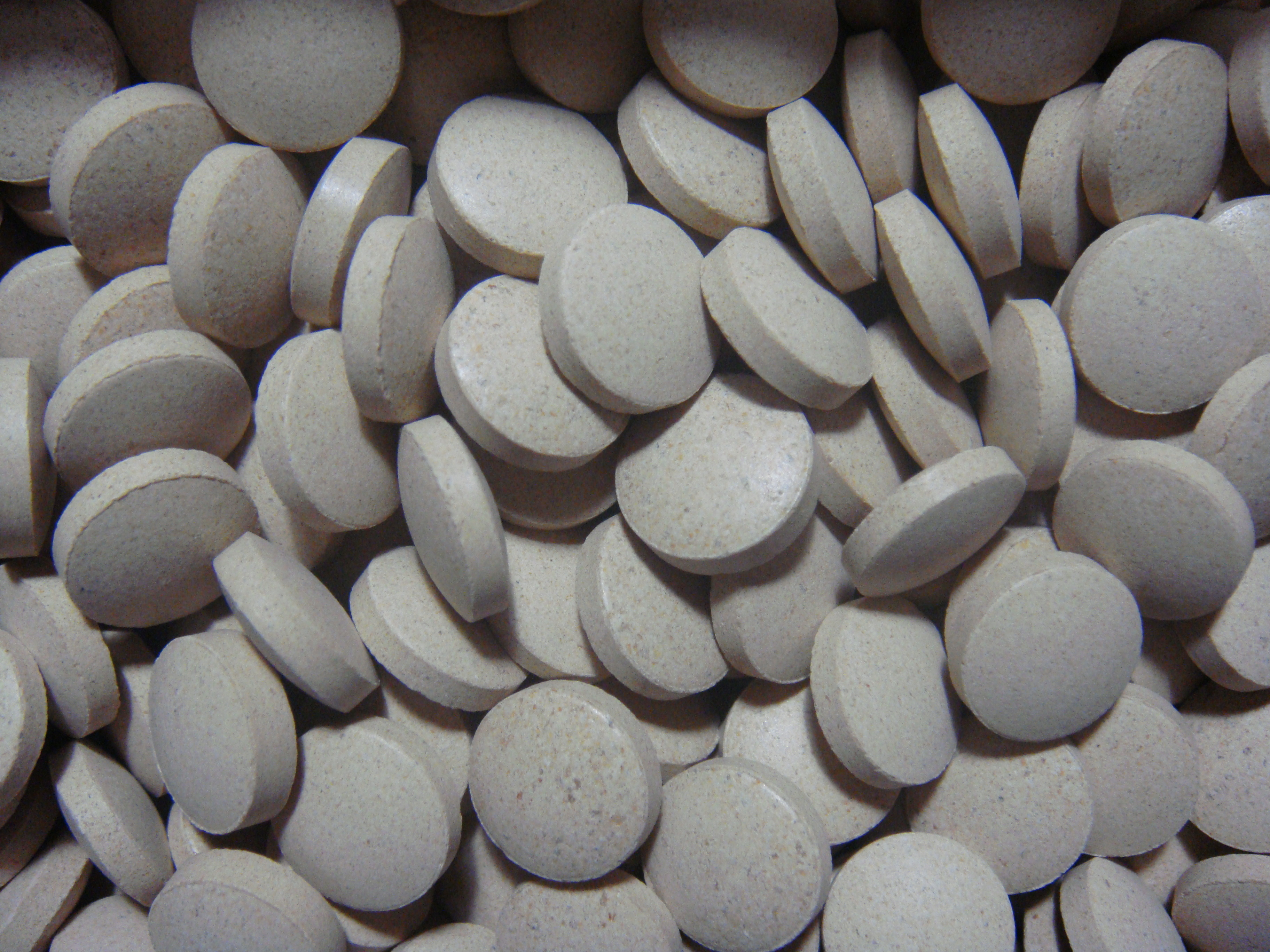
Bierhefe in Tablettenform

Je 100 Gramm:
- Brennwert 1440 kJ (344 kcal), Wasser 6 g, Eiweiß 47,6 g, Fett 1,3 g, Kohlenhydrate 36,1 g davon: Ballaststoffe 0,8 g
- Mineralien: Kalium 1,41 g, Phosphor 1,9 g, Eisen 17,6 mg, Mangan 0,53 mg
- Vitamine: Niacin (B3) 44,8 mg, Pantothensäure (B5) 7,21 mg, Thiamin (B1) 12 mg, Pyridoxin (B6) 4,41 mg, Riboflavin (B2) 3,17 mg, Folsäure (B9) 3,17 mg